# Mouez Khalfaoui
Mouez Khalfaoui (* 1970 in Tunesien) ist ein deutsch-tunesischer Theologe. Er arbeitet als Professor für Islamisches Recht am Zentrum für islamische Theologie an der Universität Tübingen. Sein thematischer Schwerpunkt liegt in der starken Beimessung der Wirklichkeit beim Denken über Islam und Muslime.

## Leben
Mouez Khalfaoui wuchs in (der Region) El Kef, einer Kleinstadt im Nordwesten Tunesiens auf. Er studierte Islamwissenschaft, Arabistik, Soziologie der Kultur und Ästhetik an der Universität Tunis I, an der Michel Foucault zwei Jahre lehrte und immer noch stark rezipiert wird. 1998 schloss er mit dem Staatsexamen (Aggregation) in Arabischer Literatur und islamischer Zivilisation an der Universität Manouba in Tunis ab. Khalfaoui wurde stark geprägt von der Lehre von u. a. Abdelmajid Charfi, Hichem Djait, Mohammed Talbi, Hammadi Sammoud, Rachida Triki, Fatma Haddad, Tahar Labib. Khalfaoui eignete sich bereits in seiner Jugendzeit und später an der Moschee Ez-Zitouna in Tunis klassisches theologisches Wissen an (wie u. a. Koranexegese, Koranrezitation, Hadith, Fiqh etc.). Von 1996 bis 2002 arbeitete er als verbeamteter Lehrer an verschiedenen Schulen in ländlichen Regionen in Tunesien und nebenberuflich als Journalist. 1998 erlangte Khalfaoui sein Diplom als Techniker für Büro- und Wirtschaftswesen von Ministerium für Arbeit Tunesiens. 2000 veröffentlichte er ein Lehrbuch für Arabische Sprache und Islamische Zivilisation (auf Arabisch).
Khalfaoui engagierte sich früh politisch: Er setzte sich in einer Schülerbewegung in den 1980er Jahren aktiv für Freiheit und Bürgerbeteiligung ein und beteiligte sich an der Bauernbewegung in der Region. Als Student trat er der Studentenopposition gegen das Regime von Ben Ali bei und wurde dafür verfolgt. 1994 trat er in die Partei von Ben Ali, die RCD ein, um Änderungen von Innen mitzugestalten. Als dieser Versuch einer Veränderung scheiterte, trat Khalfaoui 1998 wieder aus der Partei aus. Nach mehreren kurzen Forschungsaufenthalten in Deutschland promovierte Khalfaoui von 2002 bis 2007 bei Jamal Malik an der Universität Erfurt und veröffentlichte schließlich seine Doktorarbeit über das Islamische Recht in Südasien (2008). Von 2007 bis 2009 war Mouez Khalfaoui als wissenschaftlicher Mitarbeiter am Georg-Eckert-Institut für internationale Schulbuchforschung in Braunschweig tätig und führte Fortbildungen für Grundschul- und Gymnasiallehrer in Österreich, Deutschland und der Schweiz zu Themen der islamischen Kultur und Geschichte durch. 2009 wechselte Khalfaoui in den diplomatischen Dienst, bis er im Februar 2012 als Professor für Islamisches Recht nach Tübingen berufen wurde. Dort erhielt er das Amt des Studiendekans (2012–2017) und trug maßgeblich zur Etablierung der Islamischen Theologie als universitäre Disziplin bei. Als muslimischer Denker des 21. Jhs. steht Khalfaoui für eine progressive Islamische Theologie, die die Ansätze und Paradigmen moderner Wissenschaften nutzt, um Menschen eine klare Orientierung in ihrem Leben zu geben. Sein Ansatz richtet sich vor allem an europäische Muslime. Seine lösungsorientierte Lehre und Forschung stehen für eine freie und reflektierte Orientierung des Menschen. Ausgehend von dem in der Verfassung demokratischer Staaten verankerten Prinzip der Selbstbestimmung, soll die Theologie Menschen aufklären und ihnen dabei helfen, ihre eigenen Entscheidungen zu treffen, ohne bestimmte Entscheidungen zu erzwingen. Dabei hält Khalfaoui essentialistische Ansätze des klassischen Minderheitenrechts, sowie deren aktualisierte Auflagen, für überholt. Stattdessen setzt er sich für eine Theologie des Zusammenhaltens ein. Er ruft Muslime dazu auf, sich als Teil moderner Gesellschaften zu begreifen und den gesellschaftlichen Zusammenhalt zu stärken. Statt für partikulare Rechte zu plädieren, tritt Khalfaoui für ein starkes gerechtes Recht für alle ein.

## Forschung
Die von Khalfaoui betriebene lösungsorientierte Forschungsmethode besteht aus drei Schritten: Erstens werden die Probleme ermittelt. Dabei wird den Sozialwissenschaften großer Wert beigemessen. Danach erfolgt eine Rückkopplung in die klassische Theorie, um ein umfangreiches Verständnis der klassisch islamischen Doktrin zu ermöglichen. Drittens wird nach Lösungen gesucht, wobei interdisziplinäre Ansätze eine wichtige Rolle spielen. Dabei geht es nicht um normative Lösungen, sondern um Orientierungsmerkmale, die durch die Theologie vermittelt werden, um Menschen zu ermöglichen, selbständig reflektierte Entscheidungen zu treffen. Khalfaoui forschte in Tunesien, Indien, der arabischen Welt, Europa und den USA. Er verbrachte zahlreiche Forschungsaufenthalte in Forschungsinstitutionen in Südasien (Delhi, Lucknow, Patna), England (Cambridge, London, Oxford, Exeter), Frankreich (Paris), USA (Princeton), Berlin und zuletzt an der Luxembourg School of Religion & Society (LSRS). Er leitet u. a. die interdisziplinäre Post-Doc Forschungsgruppe Religion und Rationalität – Glauben und Vernunft im Leben und Denken von Muslimen, Christen und Juden im Kontext pluraler Gesellschaften an der Universität Tübingen, außerdem das AIWG-Projekt: Die Normativität des Korans zwischen traditionellen Deutungsansätzen und zeitgenössischer Rezeption (2018–2022, in Kooperation mit der Universität Erlangen), sowie die interdisziplinären Forschungsprojekte: Islamische Arbeitsethik im globalen Kontext (2012–2015) mit Prof. Dr. Matthias Möhring-Hesse und Das islamische Familienrecht in Deutschland (2017–2022).

## Funktionen und Mitgliedschaften
- Gründer des Universitären Forums für Islamisches Recht, 2013
- Mitgründer und Vorstandsmitglied der Deutschen Internationalen Gesellschaft für Theologische Studien (DIGITS), Deutschland, 2015
- Gründungsmitglied des Berliner Institute for Public Theology, Humboldt-Universität zu Berlin, 2017
- Gründer der Publikationsreihe „Theologie, Bildung, Ethik und Recht des Islam“ Nomos Verlag, Baden-Baden, 2017
- Mitglied der Gesellschaft für arabisches und islamisches Recht (GAIR)
- Gründungsmitglied der Tübinger School of Education
- Experte und Berater bei der Akademie für Islam in Wissenschaft und Gesellschaft (AIWG)
- Berater und Gutachter für europäische und internationale Stiftungen und politische Institutionen u. a. für den DAAD

## Werke (Auswahl)
Monographien:
- 2022: Islamisches Recht, Scharia und Ethik: Eine europäische Perspektive, 1. Aufl. Nomos Verlag
- 2021: Pluralism and plurality in Islamic legal scholarship, Gorgias Press, New York.
- 2016: Islam und Muslime in Europa, LIT-Verlag, Berlin.
- 2008: L’Islam indien: pluralité ou pluralisme. Le cas d’al-fatāwā al-hindiyya, Peter Lang, Frankfurt am Main (Dissertation).
- 2000: Lehrbuch für arabische Sprache und islamische Zivilisation, Dar al-Bustān, Tunis (Arabische Sprache).

Herausgeberschaften:
- 2022: (mit Ulfat, F., Nekroumi, M.) (Hrsg.), Normativität des Korans im Zeichen gesellschaftlichen Wandels: Theologische und religionspädagogische Perspektiven, Nomos-Verlag
- 2021: (mit Ehret, Jean) (Hrsg.), Islamische Theologie in Deutschland: Ein Modell für Europa und die Welt, Herder-Verlag
- 2020: (mit Jones J.) (Hrsg.), Islamic family law in Europe and the Islamic world, current situation and challenges, Carl Grossmann Verlag.
- 2016: (mit Bülent Ucar) (Hrsg.), Islamisches Recht in Theorie und Praxis, Peter Lang, Frankfurt am Main.
- 2015: (mit Matthias Möhring-Hesse) (Hrsg.), Eine Arbeitsgesellschaft – auch für Muslime: interdisziplinäre und interreligiöse Beiträge zur Erwerbsarbeit, Waxmann-Verlag, Münster.